# Nereida Gallardo
Nereida Gallardo Alvarez (Palma de Maiorca, 18 de Março de 1983) é uma modelo espanhola. Ela ascendeu à fama em 2008, após um relacionamento amoroso com o futebolista português Cristiano Ronaldo.

## Carreira
Enquanto modelo posou para numerosas publicações espanholas e portuguesas. Foi várias vezes capa da revista Interviú, capa da revista Maxmen em Outubro de 2009, capa da revista Playboy Portugal em Fevereiro de 2010 e capa da INSOMNIA Magazine em Outubro de 2015.
Em 2015 gravou com a cantora Natacha o single "Vuelvo para Quedarme", marcando a sua estreia no mundo da música.

## Vida pessoal
Em 2008 namorou com o futebolista Cristiano Ronaldo.
Do relacionamento com o futebolista Gonçalo Quinaz tem um filho chamado Nairon, nascido em 7 de Agosto de 2013.